# 尾崎えりか
尾崎 えりか（おざき えりか、2000年3月30日 - ）は、日本のAV女優。LIGHT所属。

## 略歴
2021年8月、PREMIUM（プレミアム）専属女優の「与田さくら（よだ さくら）」としてAVデビュー。
2022年8月に「尾崎えりか」へ改名し、以降は専属を離れ企画単体女優として活動。
2024年3月18日週FANZA動画フロアランキングにて、出演した『【8K VR】身も心もスッキリできる噂のメンズビューティーサロン 銀座店』（unfinished）が初登場9位にランクイン。

## 人物
企画単体転向以降はナチュラルなエロさとプレイの巧みさで、多数のメーカーから作品への出演オファーされる人気女優となった。
イラストレーターの杜の冷やし中華はちょうどいい肉付きという体型、中でも丸みを帯びたヒップを評価しており、「エステ作品で威力を発揮。オイルまみれの尻コキ、肉尻が暴れまくる背面騎乗位などヌキどころの宝庫」と論じている。

## 作品
◎はBD版発売作品。

### アダルトDVD / BD

#### 与田さくら 名義
- 元地方局アナウンサー AVデビュー（8月7日、PREMIUM）◎
- 元地方局アナウンサー いつもよりエッチになれる濃厚オヤジたちとイクイク3本番（9月21日、PREMIUM）◎
- 元女子アナお姉さんにデカチン追撃ピストン 「もうイってるってばぁ」3本番（11月16日、PREMIUM）◎

- イキなりシャブりすぎっ! 元地方局アナウンサーのフェラチオ 気持ち良すぎる唇。（4月19日、PREMIUM）◎
- 解禁中出し エビ反りギュイン!痙攣ビクビク!絶頂アクメSpecial（7月19日、PREMIUM）◎

#### 尾崎えりか 名義
- トリプル痴女教師ハーレム 欲求不満センセイたちに愛されすぎて3点責めで何度も中出しさせられる! 尾崎えりか 波多野結衣 木下ひまり（9月20日、PREMIUM）◎
- マッチングアプリで職業詐称した彼女のお姉さんを見つけたので、僕の友達と毎週マッチングさせて遠隔調教中出しさせまくった（10月18日、本中）
- 童貞は同級生に奪われました… 初めてデートに誘われた童貞のボクのためセックスの練習相手になってくれたツンデレな同級生（10月25日、クリスタル映像）
- 近寄りがたい程の美女なのに… 言い寄ってくる男と言われるがままにセックスしてしまう超天然オナペット（11月1日、グローリークエスト）
- 女子大生派遣メイドに至れり尽くせりのご奉仕性交で射精させられまくった10日間。（11月1日、BeFree）
- 小悪魔挑発美少女 尾崎えりか（11月1日、MARRION）
- やることなすこと完全合意の即ハメおねだりメイド（11月4日、h.m.p）
- 妻の出張中、義理の妹・えりかに誘惑された僕は30日間溜めた精子が空になるまで濃厚中出しセックスをした…。（11月8日、マドンナ）
- 親友対決! 固定ディルド 腰ふり競争1000回ふらなきゃ帰れまセン!! 16（11月15日、はじめ企画）
- 顔だけ最高の生意気キャバ嬢快楽堕ち! 媚薬でわからせ全身ガンギマリ中出し（11月15日、ABC/妄想族）
- むっちり尻にぷっくり唇…可愛すぎるパイパンメイドのTバック尻に即ズボッ!! ボクのことを好き過ぎるご奉仕メイドとのなんともうらやましい日常。（11月22日、クリスタル映像）
- 恥辱の家庭訪問 尾崎えりか（11月22日、オーロラプロジェクト・アネックス）
- 【人格崩壊】大嫌いな元カレに媚薬を盛られた彼女は、カラダを震わせヨダレに精子まみれ。キメセク華奢エビ反り絶頂 尾崎えりか（12月27日、ダスッ!）

- おしゃぶり性奴隷に堕ちた新入社員 尾崎えりか（1月3日、アタッカーズ）
- 相席居酒屋でナンパした仲良し2人組をお持ち帰り。コソコソHしていると隣の部屋にいるガードの堅い女友達はヤラせてくれるか 其の33（1月3日、変態紳士倶楽部）
- セラピストの超絶ハンドテクでフル勃起キープさせられ続け暴発ギリギリ状態のまま乳首こねくりスローピストンで焦らされた挙句ドバドバ大量射精デトックス 尾崎えりか（1月10日、アリスJAPAN）
- デカ尻スレンダーな彼女が俺の親父に寝取られ種付けプレスされていた。 尾崎えりか（1月24日、ダスッ!）
- 女子アナ系美人のベロが絡み合う本気SEX 尾崎えりか（2月7日、S-Cute）
- パラサイト・レイパー 逃走中の銀行強盗に抱かれた若妻 尾崎えりか（2月7日、アタッカーズ）
- Kiss特化選手権 5人のゲスファン唾液交換したげる感謝祭 尾崎えりか（2月7日、バビロン/妄想族）
- ［検証企画］いつもはすぐイク‘超’早漏だけど遅漏のフリしてナマ交渉!! 射精をごまかす抜かずのピストンで何発バレずに中出しできるのかAV緊急発売!! 受付嬢 えりか（2月7日、ナンパJAPAN）
- 人間観察モニタリング盗撮 ヌキ無しの健全店に勤めるエステティシャンばかりをナンパして、若年性EDと称して前立腺マッサージしてもらい勃起したデカチン見せつけたら 押しに弱い女子は本番させてくれるか隠し撮り（2月7日、変態紳士倶楽部）
- 中出し大好き痴女お姉さんが勤務しているデカ尻メンズエステ 尾崎えりか（2月14日、ROYAL）
- 絶対に知られたくない家庭教師の弱みを握った俺はずっと嫌な顔されながらむっちり柔らかいパイパンマ○コに中出ししてやりました… 尾崎えりか（2月21日、Fitch）
- 月に一度の危険日に生でセックスしまくる 001 えりか（3月7日、deep/妄想族）
- キスLOVE テクニシャンと即生セックス。中出し大好きえりかちゃん（3月12日、MERCURY）
- 尾崎えりか PREMIUM初ベスト8時間（3月21日、PREMIUM）※単体ベスト
- 脱陰キャした清楚彼女は、先輩たちにパリピ乱交調教されていた。 尾崎えりか（3月28日、ROYAL）
- 種付け代行NTR ～一度きりのはずが…親父と中出しに堕ちた妻の寝取られ映像～ 尾崎えりか（3月28日、マドンナ）
- ディルドーマン 尾崎えりか 渚みつき 円井萌華（4月28日、TMA）
- 完全プライベート映像 ツンデレ系最強スタイルSSS級美女・尾崎えりかちゃんと初めての二人きりお泊まり（5月2日、パコパコ団とゆかいな仲間たち/妄想族）
- 見知らぬ男と強制交尾～レイプ→メス堕ち→性奴隷 尾崎えりか（5月9日、セレブの友）
- 清楚美人なえりかちゃんとのオフ会（5月12日、MERCURY）
- クラスの美少女に家を占領されて僕を挑発してくるパンチラ誘惑 尾崎えりか 岬野まなつ（5月26日、TMA）
- 生アナル舐められデカ尻新米ママ育児に忙しい奥様がムレムレ肛門の匂いを嗅がれアナルを舐めほじられ恥ずかし赤面絶頂! ケツ穴ヒクヒク丸見え中出し性交SP（5月26日、赤面女子）
- 出張インストラクター盗撮 Vol.01（5月27日、ダマちゃん。）
- 流出シロウトNTR【プライベート映像】【寝とってもらいました】＃07（6月16日、DOC）
- ハーレム中出し痴女エステで何度も何度も射精させられた僕 尾崎えりか 斎藤あみり 木下ひまり 香椎花乃（6月20日、MOODYZ）
- 清拭中にチクビを触られビクンビクン感じたら看護師がまさかの痴女開眼で僕の乳首をコリコリ! レロレロ!! ちゅぱぱぱぱ!!! VOL.3（7月6日、DANDY）
- 夫の寝ている横で義弟と何度も中出しSEXを繰り返すスリルに溺れたS級美尻スレンダー妻 尾崎えりか（7月14日、人妻花園劇場）
- AV女優の恥ずかしい局部アップ 裸のコレクション vol.2（7月27日、MERCURY）
- 挑発パンチラ絶対誘惑ハーレムオフィス 斎藤あみり ローレン花恋 尾崎えりか 流川莉央（8月1日、MARRION）
- レズビアンに囚われた女潜入捜査官 ～かつての恋人にイカされ監禁尋問編～ 尾崎えりか 弥生みづき（8月8日、ビビアン）
- 妻みぐい不倫旅行 えりか（仮名） 27歳（8月12日、MERCURY）
- 同じマンションに住む押しに弱いデカ尻人妻お姉さん 無自覚に誘惑してくるピタピタジーパン姿に我慢できず連日中出し 尾崎えりか（8月15日、ミセスの素顔/エマニエル）
- 近親素股プレイでハプニング!! 妹とセックスの練習中に間違ってヌルンと挿入!! 9（9月7日、LEO）
- 素人女子大生ガチナンパ!! 童貞君の精子を30ml溜められたら賞金GET!! たくさん射精しても勃起しっぱなしの童貞君に膣キュン＆痴女覚醒!! 連続射精した後でも更に種搾りプレスで淫らに腰を振る4人の美人JD達!!（9月8日、赤面女子）
- 素人娘の全裸図鑑 32  今時の女の子12名が恥らいながら脱衣していく様子をじっくり撮影した、変態紳士のためのヘアヌードコレクション（9月19日、かぐや姫Pt/妄想族）
- 娘に喰わせてもらってます。 尾崎えりか（9月29日、ワープエンタテインメント）
- 可愛い顔してデカ尻!! 尾崎えりか（10月3日、MARRION）
- パンスト狂いの義父 尾崎えりか（10月5日、プラネットプラス/クローズ）
- 女子陸上部員が1cmハメ空気椅子ケツ肉プルプルあわや合体の下半身強化合宿で膣奥打ち抜かれピストン騎乗位に溺れた2泊3日10発 尾崎えりか（10月10日、アリスJAPAN）
- 【暴発体験談】妹の友人・えりかさんのエステ研修（ブラジリアンワックス）で、風俗ではない真っ当なエステにも関らず、早漏敏感な私はうっかり勃起してことごとくお漏らしルーインド射精してしまった話をご紹介。 尾崎えりか （10月10日、グローリークエスト）
- カメラを止めないノンストップ! くびれBODY「尾崎えりか」がイカされまくった120分!（10月10日、セレブの友）
- お酒を飲んで酔った親友の彼女を寝取って中出ししまくった 尾崎えりか（10月16日、MAXING）
- 【シコり過ぎ注意】ちょろまんギャルのパコパコフレンド えりかたん（10月17日、チキチキカマー/妄想族）
- くぱぁオマ○コ舐めさせ美女 膣穴肛門の奥まで舐め尽くされたいエリート広報部OLのおっぴろげた恥穴から滴るマン汁フレーバーとアナル味臭を同時に味わう往復クンニSEX（10月17日、DEEP'S）
- ノーハンドフェラは奴隷の証! 9 手を使わずにフェラチオする11人の素人娘（10月24日、かぐや姫Pt/妄想族）
- スポーツ強豪校 巨乳女子マネージャーいじ●動画流出 28日間の性処理記録 被害者4名（10月27日、ハラスメント）
- 透けパンデカ尻妻の無自覚挑発に乗せられデカチン即ハメでイキ果てるまで鬼ピストンしまくって何回も追撃中出しした。 尾崎えりか（11月7日、LUNATICS）
- ラッキーな胸チラを発見し、気づかれないように見てたけど、やっぱりバレてた?! 26 ～ヨガインストラクター編～（11月9日、LEO）
- Wカワイイ看護師さん! 「射精不全に悩む男性患者を看護してくれませんか?」 オナニーじゃないと射精できない遅漏チ○ポを気持ちよーく改善治療/// W白衣の天使がヌキヌキハーレムご奉仕//元気に回復にむかう勃起チ○ポに大興奮しちゃって膣内射精治療!? 2（11月10日、赤面女子）
- 何度も何度もイキすぎて、いっぱいオナニーごめんなさい!（11月14日、セレブの友）
- キャンピングカーでエッチしようよ! 11 尾崎えりか（11月28日、セレブの友）
- パンツを売っちゃう奔放ギャル姪っ子がウチに泊まりに来たら… アナルまる見えデカ尻ノーパン無自覚誘惑に我慢できずバックピストンで何度もイカせまくった 尾崎えりか（12月5日、ワンズファクトリー）
- 尾崎えりかにおまかせあれ お悩みなんでも相談室「チェリー大学生の場合」（12月5日、プラネットプラス/七狗留）
- イカサレっ! めざましニュース「ON AIR 中は絶対に、表情を崩さない」 負けず嫌い局アナウンサー、3年目のプロ意識（12月7日、SHIGEKI）
- 映画館のレイトショーでうたた寝するお疲れ気味OLを拘束してブランケットの中のねっとり粘着手淫でサイレント失禁イキさせる（12月7日、SODクリエイト）
- Ma○ko Device BondageXXVIII 鉄拘束マ○コ拷問 尾崎えりか（12月12日、グローリークエスト）
- 夜勤中に入院患者から求愛され応じてしまった看護師にシーツの中の密着ねっとり奥突きピストンでドクドク中出し精子が結合部からあふれ出す（12月21日、SODクリエイト）
- 完全ヌキ無しお触り禁止の健全店メンズエステ嬢のドストライクは童貞M男くん!? 口コミを見ても裏オプサービスが一切無しのお堅いメンエス嬢が草食だけど敏感すぎる童貞男性客に母性と性欲を掻き立てられて痴女覚醒ww 射精無制限生挿入中出し筆おろし! 特濃裏オプション完全盗撮（12月22日、赤面女子）
- ダメ男を惹きつける極細クビレ ～ナマ挿入中出し3SEX～ 尾崎えりか（12月26日、セレブの友）

- 潜入!! 噂のリンパマッサージ店 19 「裏オプション、いかがなさいますか?」（1月5日、LEO）
- 学校イチ美人で有名な生徒に校則違反水着で迫られ… 何度も何度もえりかと中出しSEXしてしまった 尾崎えりか（1月9日、クリスタル映像）
- 舐めログ人気のお店 女性1人でも来店可 鮮度抜群のチ○ポを楽しむカフェ（1月9日、Hsoda）
- Red Dragon 尾崎えりか（1月23日、ゴールド/妄想族）
- 都合のいい女 2 ～ERIKA 尾崎えりか（1月30日、セレブの友）
- 素人ヘアヌード大図鑑～無毛ツルマン女子編（1月30日、S級素人）
- 「内緒で亀頭、責めてあげるね…」竿を怪我してぞうさんパンツを履かされた僕は、彼女の姉ナース・えりかさんに飛び出た亀頭をアヒル口吸引フェラチオされてビュルビュル射精し続けました…。 尾崎えりか（2月6日、グローリークエスト）
- 産婦人科痴漢!! 21 何も知らない若妻に治療と称して中出しまでっ!!（2月8日、LEO）
- 美人パーソナルトレーナーの超デカ尻誘惑 筋トレのご褒美は強化版チングリ騎乗位 尾崎えりか（2月27日、クリスタル映像）
- 【個撮】どこでもフェラ14 11人（2月20日、かぐや姫Pt/妄想族）
- まん汁垂れ流し! 吸って震えるクリトリス吸引バイブでクリイキが止まらない! ウーマナイザーオナニー 3（2月27日、グローリークエスト）
- 素人女子校生ガチナンパ! 彼氏が出来たばかりのうぶっ娘が初イキチャレンジ! イク寸前で焦らしまくったら、パンティが思春期愛液でビッチョビチョ♡ 赤く火照った発育中ボディに念願の極太チ○ポを挿入したらエビ反り痙攣イキまくり!（3月7日、アイエナジー）
- 顔よりデカい! 腕より太い! 口に入れたら絶対アゴ外れるww ワールドクラスのデカチンと素人女子大生が奇跡のマッチング! デカチンオイル素股に挑戦!? ギンギンに勃起したモンスターを赤面まんコキ! 濡れてしまった敏感オマ○コに奥まで無理やりねじ込みブチッメリメリメリ!! 裂けると思いきや激イキ絶頂 & そのまま連続中出しww（3月8日、赤面女子）
- おマ●コとアナルがハッキリ見える 6 素人娘の超接写オナニー 12人（3月19日、かぐや姫Pt/妄想族）
- 新米 CA さん固定バイブ超過激リポート! アナウンス原稿を読み切ることができたら100 万円! 断念したらガニ股黒パンストに即ズボ罰ゲーム（3月20日、SHIGEKI）
- 妻がいる至近距離で平然とマッサージしながらこっそりチ○ポを挿入し腰振り騎乗位で中出しまでさせるエステティシャン 9（3月20日、ナチュラルハイ）
- 「気持ちよければいいんじゃない?」 ヤリモクのソロキャン美女子と大自然に囲まれて一期一会の発情が連鎖するヤリまくりキャンピングSEX!!（3月20日、.WorKs/FALENO TUBE）
- 女子大生だらけのシェアハウスに男僕1人が家政婦として入居させられてから欲求不満な女子たちに毎日僕のチ〇ポもシェアされエッチしまくりだった! 尾崎えりか さつき芽衣 和久井美兎 綾瀬こころ（4月9日、unfinished）
- 入院生活が長すぎて無防備な新人ナースのぱつぱつスケパン尻で毎日勃起してしまう僕 7（4月11日、LEO）
- シロウト女子○生真正中出しナンパ！非ヤリマンの清楚J○を無茶して口説いて生パコGET! 【6人収録全員クソエロかわいい保証】祝入学! 新入生編（4月12日、赤面女子）
- 尾崎えりかの時間よ止まれ! 女教師編（5月9日、ROCKET）
- 社員旅行で狙われた新人OL 4（5月9日、LEO）
- 美女たちと至高のひととき 上品な淫語と下品な亀頭責めで男性を虜にさせるランジェリー極上搾精エステサロン 尾崎えりか 末広純 流川莉央（5月14日、Million）
- 姉の家の居候ニート女友達が無防備な部屋着でモテないボクをまさかのドすけべオナニー誘惑!!（5月14日、BAZOOKA）
- 【神ギャル殿堂入り】ギャルがやっぱり最強説! vol.8（5月21日、チキチキカマー/妄想族）
- 【車で個人撮影】素人美少女ヨダレまみれ手コキ10人（5月28日、S級素人）
- シロウト女子図鑑 真正中出しナンパ! 凄腕ナンパ師のHOWtoトークを完全収録! タダマン狙う男のバイブル! 3 【4人収録全員クソエロかわいい保証】（6月14日、赤面女子）
- 「見舞いにきた女子○生のパンチラで勃起したら咥えない焦らしフェラでねっとり抜かれて超敏感になった亀頭を無理やりジュポジュポお掃除フェラされた」 VOL.6（6月20日、DANDY）
- オルチャンメイクJ○痴漢 抵抗しまくる生意気女子が泣きイキするまで弄りまわせ!（6月20日、ナチュラルハイ）
- アナルのシワの数までハッキリわかる! ノーモザイク連続絶頂アナル見せオナニー 26（6月20日、アイエナジー）
- スパルタ性指導アナウンススクール 女子アナ志望! 上京したてフレッシュ女子大生のおま○こ全開羞恥ドキュメント 尾崎えりか（6月25日、Million）
- カースト最上位の生徒会をわからせチン堕ち制裁!! 尾崎えりか 木下ひまり 沙月恵奈（6月28日、TMA）
- セックス嫌いの妻が20万円の媚○でエロが爆発 尾崎えりか（6月30日、マザー）
- 尾崎えりか 未公開完全撮り下ろし2SEX & スーパーベストBOX 785分 5枚組（7月9日、セレブの友）※未公開撮り下ろし映像を収録した単体ベスト。
- 【ご奉仕特化SOAP】ご主人様のザーメンを体内に中出し × ごっくんでぜ～んぶ注入する全裸メイドWソープ（7月23日、Million）
- 部屋結界 ～おはよう諸君。ここがボクの性処理オフィスルーム…イヒ!～ この社員たちが今日も一日元気に肉便器業務に励んでくれるのだ… 尾崎えりか 七瀬シノン 木下ひまり（7月25日、SODクリエイト）
- 童貞とダマされ許してしまった裏オプでガン突きされ何度も中出しされたメンエス嬢 2（7月25日、ナチュラルハイ）
- 悪女エステ 妻帯者の勃起チ◎ポに嫉妬興奮する美巨尻エステティシャンに狂わされた僕は… 尾崎えりか（8月6日、FunCity/妄想族）
- 画面の外ではイキまくり 笑顔で絶品グルメを完成させた美しすぎる料理研究家（23）のクッキング動画（8月8日、SHIGEKI）
- 「あたしのすっごいフェラで射精ガマンできたらおま〇こハメていいよ♪」 裏垢女子とフェラチオ我慢勝負ち〇ぽトロけるほど舌がねっちょり絡みつく舐めじゃくりと精子ぜんぶ吸い尽くすじゅぼじゅぼバキュームで何度挑んでも大量ドバドバ敗北射精 尾崎えりか（8月13日、アリスJAPAN）
- Sexyえりかに鉄槌ハイレグマングリ拘束激ハメ! 尾崎えりか（8月20日、ミル）
- ヤリマン凄テクで主人を癒すギャル巨尻家政婦（8月27日、BAZOOKA）
- 【自撮り】どこでもオナ5 露出癖アリ変態素人10名 駐車場・公衆トイレ・ベランダ等で全裸自慰（8月27日、S級素人）
- 男も思わず喘ぐフェラテクAV女優17名の撮り下ろしフェラチオ200分（9月3日、MAX-A）
- 先輩CAがまさかのレズビアン?! 仕事中に乳揉みレズハラされて感じてしまった新人CA VOL.2（9月12日、DANDY）
- 美人で優しい先生の裏の顔は…学内の男をM男クンに育ててイジメ抜くのが大好きなドS痴女でした。 尾崎えりか（9月24日、Million）
- 突然押しかけてきた嫁の姉さんに抜かれっぱなしの1泊2日 尾崎えりか（9月24日、VENUS）
- ナチュラルハイ25周年記念作品 生中集団 9 増量SP + シリーズ厳選11人総集編付き2枚組（9月26日、ナチュラルハイ）
- 「パパとママには言わないって約束して…その代わり…」 VRオナニーをボクに見られてしまった義姉が親に内緒する代わりにHな事してあげると言って出した条件は手コキ…! 普段清楚な義姉は固くなっていくボクのち○こに発情してしまい挿れてはイケないと我慢していたのに徐々に条件が破綻… 最後は発情したトロトロおま○こに挿入させてくれました!（9月26日、.WorKs/FALENO TUBE）
- MJOI 最高の変態手淫指導 絶対的挑発淫語オナニーコントロール 尾崎えりか（10月1日、MARRION）
- AV女優とAV男優 本気のリアル合コンモニタリング 尾崎えりか 末広純 流川莉央（10月1日、MAX-A）
- 大好きな彼氏とマゾペットの間で揺れる私のキモチ 尾崎えりか（10月8日、BALTAN）
- このメス女… 只今発情真っ盛り!? 尾崎えりかとしてみませんか?（10月8日、クリスタル映像）
- 媚薬バイブレ〇プ ギャルデリヘルを呼んだら「めんどくさい」などと、態度が悪かったので、オプションのバイブに強力媚薬を仕込んでマ〇コの奥の奥まで注入し強制発情!! 下品に喘ぎながら痙攣イキしまくるようにしてやった!!（10月8日、SCOOP）
- もしも2人が交際したら…好きが溢れる1日になりました。双子コーデでお出かけしてお風呂に入ってキスをして24時間限定のお泊りおうちデート 流川莉央 尾崎えりか（10月10日、凸凹はぁと）
- 超優良、リピート確実! 顔もカラダも綺麗な美女があなたをおもてなす Special風俗♡ 尾崎えりか（10月16日、MAXING）
- 禁断介護 尾崎えりか（10月22日、グローリークエスト）
- コスプレ妄想エロファンタジー 超卑猥なオープンクロッチ 穴あき下着に激ピス 尾崎えりか 流川莉央（10月22日、ミル）
- 本日も元気にOPEN!! 予約の取れない男性専用脱毛サロン『代官山シルキータッチ』エロすぎるセラピストの施術がSNSで話題になっている!!（11月7日、LEO）
- 施術中は何があっても動じずにサービスを提供する、ハイクラスな人妻エステシャンに密着（11月7日、SHIGEKI）
- いじわるご奉仕 癒しの巨尻ソープ嬢 尾崎えりか（11月19日、MARRION）
- ノーハンドフェラは奴隷の証! 14 手を使わずにフェラチオする11人の素人娘（11月26日、かぐや姫Pt/妄想族）
- 素人おま○こくぱぁ観察5-人妻編-輝くビラビラが透けて見えそうなほど4Kカメラ超接写至近距離で照れイキオナニー30ま○こ295分（11月26日、S級素人）
- 妻との子どもが欲しいが僕が男性不妊だったので、精子提供者に直接中出ししてもらうことになった 尾崎えりか（12月3日、ミセスの素顔/エマニエル）
- サキュバスエアライン 優秀遺伝子を搾精する淫魔ファーストクラス! セレブ客の行先は天国か地獄か? 尾崎えりか 夏希まろん 弥生みづき（12月12日、サディスティックヴィレッジ）

- ばちぼこちゃん。脱いだらスゴい美尻にくびれ… 色白黒髪ロングなイマドキ美女 えりか 「経験人数は少なめだけどエッチは大好き…」 思わず突きたくなるぷるんぷるんの尻肉を持つスタイル抜群な女子をクタクタになるまでハメ倒しちゃいました!!（1月7日、クリスタル映像）
- 出張マッサージ盗撮 札幌出張中にマッサージ呼んだら美女が来たので… 4名収録（1月7日、ゲッツ!!ボンボン/妄想族）
- 小悪魔エロバニー着衣SEX 尾崎えりか（1月21日、ミル）
- 休日に彼女と。射精してデート、デートして射精 子宮に3発種付け温泉旅行 尾崎えりか（2月4日、S-Cute）※配信作品「えりか 3」(scute1486)のDVD版。
- 女性用風俗盗撮 本番交渉してくる素人女性のスケベな実態を隠し撮り 都内某店を利用する女性客4名（2月4日、変態紳士倶楽部）
- ヒョウ柄ボディーストッキング・エロセイラーにセクシーリブニット網タイツのえりか様へエロコス妄想FUCKで激鬼ピス! 尾崎えりか（2月18日、ミル）
- 素人なのにディルドオナニーで激しく感じちゃう一般人娘 15（2月25日、かぐや姫Pt/妄想族）
- 「性犯罪撲滅治療院」 異常性欲犯罪ち〇ぽを、女性看守・Oさん（既婚）が冷徹指導します（3月6日、SHIGEKI）
- 中に出してもいいから止まってください!!! 押さえつけて逃がさないエンドレス奥突きバウンドピストンでイキ壊れた女 3（3月6日、ナチュラルハイ）
- 小悪魔ギャルビッチの痴女SEX 高瀬りな 尾崎えりか（3月18日、ミル）
- 剥きクリ舐めズリ大絶頂! 制服J系を鬼クンニイキ我慢チャレンジで愛液ビチョ濡れ膝ガクガク大失禁! ムラムラ発情してしまったアクメ未成熟オマ〇コを激突きデカチン中出しFUCKでわからせた!（3月18日、はじめ企画）
- 私の一番ヤリたいコト。世界で一番あなたを愛してヌいてくれる圧倒的誘惑痴女 尾崎えりか（3月25日、Vitamin/妄想族）
- 綺麗な脚長お姉さんの魅惑のハイレグ痴女ハーレム 卑猥な食い込み見せつけスベスベ美脚挟み撃ちロックM字ガニ股ピストンで中出し痴女られちゃう僕 月乃ルナ 尾崎えりか 天馬ゆい 木下ひまり（3月25日、痴女ヘブン）
- セクハラママさんバレー! 12 ハイレグブルマ姿の人妻10人が挑む過酷なエロトレーニング（3月25日、かぐや姫Pt/妄想族）
- しろうとがーる vol6 えっちなしろうと娘 4名 全員ナマ中出し（4月8日、しろうとがーる/妄想族）
- ここで撮影した写真を貼れば絶対合格するというピストンバイブ証明写真ボックス リクルートスーツの女子大生がどんなに突かれても笑顔をキープ（4月10日、SHIGEKI）
- ～あなたの射精をサポートします～ おしり配達パートナー 尾崎えりか（4月15日、犬/妄想族）
- 優しく言葉責めしてくる痴女の接吻性交 尾崎えりか（4月22日、GUPPI/妄想族）
- 出会い系で噂の痴女 過激な誘惑手コキ & フェラで男を骨ヌキにする日常 尾崎えりか（4月22日、マッシュルーム/妄想族）
- 「たっくさんシコシコしてね?」 鼓膜を震わせて理性バカにするASMRぐちょチュパJ系リフレ 尾崎えりか 胡桃さくら 宮西ひかる（4月22日、Million）
- デカ尻 × 長脚 × ミニスカ×ルーズソックス ハミ尻J系痴女ハーレム 超ムチムチなヤリマン下半身に挟まれプレスされ射精させられる僕 有岡みう 尾崎えりか 木下ひまり 天馬ゆい（4月29日、痴女ヘブン）
- 白濁愛液ベットリ!! 素人娘が初めての黒ディルドオナニー (8)（5月1日、OFFICE K’S）
- しろうとがーる vol9 えっちなしろうと娘 4名 美少女激ピスSEX（6月3日、しろうとがーる/妄想族）
- 尾崎えりか 8時間 SPECIAL COLLECTION（6月10日、クリスタル映像）※単体ベスト
- アヘ顔するまでイキ潰す地雷系女子中出し羞恥 3（6月12日、ナチュラルハイ）
- オナサポ!! 女子○生 着衣で全裸で挑発的ダンス 13（6月17日、かぐや姫Pt/妄想族）
- 女体フェチ図鑑 8 完全全裸60人（6月24日、グローリークエスト）
- 「好きになっちゃったから…彼女でいいでしょ」 気弱な子だと思ってチ〇ポを握らせたらまさかのヤンデレ女子!? 翌日に偶然再会したら精子が出なくなるまで射精させられた（6月26日、DANDY）
- 尾崎えりかの凄テクを我慢できれば生★中出しSEX!（7月1日、ワンズファクトリー）

### アダルトVR
尾崎えりか 名義
- 元女子アナ 専属・尾崎えりかの初VR 朝から晩までず〜っと密着でいちゃラブ中出し同棲! めちゃカワでスタイル抜群!優しく甘々だけどフェラも騎乗位もエロすぎる! 全編明るくて超見やすい高画質!至近距離でも色味バツグン!最高の同棲2SEX（9月27日、PREMIUM）
- 声にキュンキュン!! これからこの制服美尻とSEXします!! かわいい声とエロ唇がボクを浮気の道に誘い込む… お尻が素敵な後輩ちゃんは杭打ち騎乗位が得意なタダマン女子!!（10月20日、CRYSTAL VR）
- 私から…目そらさないで。 淡い記憶を残した同窓会にて。幼馴染の一途な瞳に魅了され、空白の時間を一瞬で埋めるような綺麗で大胆なセックス。（10月20日、KMPVR-彩-）
- 必ず成績を上げると評判の家庭教師は童貞好きの女子大生（10月20日、unfinished）※「えりか」名義
- 足裏特化VR（10月21日、KMPVR）
- 元女子アナウンサーがベロと唾液た〜っぷりでペロペロご奉仕SPECIAL VR 顔も!声も!口の中も!高音質×高画質で全部アナタに届くといいな…♡（11月2日、MOODYZ）
- 顔面特化アングルVR 〜パパ活で知り合ったエリカとSEX〜（11月4日、KMPVR）
- 全てを奪われる覚悟はできてる? ねっとりと肉厚なクチビルに包まれる濃厚おしゃぶり性交（11月19日、KMPVR-bibi-）
- 世にも美しいTバック尻に即ズボッ! ボクのことを好き過ぎるご奉仕メイドとのなんともうらやましい日常。 尾崎えりか（11月26日、CRYSTAL VR）
- 出張先が集中豪雨で新卒の後輩女子と相部屋宿泊に… 雨で濡れた身体に興奮して朝まで接吻絶倫性交VR 全5射精 尾崎えりか（12月12日、ワンズファクトリー）

- きつねコスダンスで人気のチアガールをイカせまくり獣のように発情する姿に興奮MAX何度も生中出し延長戦 尾崎えりか（1月31日、アリスJAPAN）
- 添い寝リフレ フレンチキスまでOKの店内で甘すぎて溶けてしまいそうな接吻をしたボク 尾崎えりか（2月19日、KMPVR-彩-）
- ボクをからかう知ったか幼馴染にイカセ騎乗位で分からせ絶頂 尾崎えりか（3月31日、KMPVR）
- 乳首集中責めVR（3月31日、KMPVR）
- HQ劇的超高画質 彼氏とHが大大大好き! 甘えん坊な彼女との一日中いちゃいちゃ同棲中出し性活 尾崎えりか（4月7日、ブイワンVR）
- 【ゴム有専門店】のソープランドで美人すぎるのに押しと快楽に弱い最高級泡姫に【こっそりゴムを外して無許可で大量中出し!】 危険日マ○コをガン突きすると痙攣絶頂連発! 生チ○ポの快楽に負け最後は合意でヤリまくり【淫手コキ・口内射精・中出し3発射 子作り中出し孕ませSEX 尾崎えりか（4月13日、こあらVR）
- ピンサロ再現VR ～予約が取れない噂のデリバリーピンサロ嬢～ 尾崎えりか（4月29日、KMPVR）
- ボクの事が超タイプな彼女の友達がほろ酔い誘惑むき出し性欲VR 意図的に終電逃したあざと女子にされるがまま中出し性交 尾崎えりか（5月23日、ワンズファクトリー）
- 小悪魔妹のパンチラ誘惑（6月30日、TMA）
- ベロと舐めVR（7月19日、KMPVR）
- 都合がイイ愛人部下と体液交換ね～っとりべロキスしながら同時イキ射精できる中出しSEX! 色味バッチリ顔面至近距離! ハァハァ息遣い感じる天井特化アングルでイチャラブ不倫VR体験! 尾崎えりか（8月8日、PREMIUM）
- バニガ催眠 清楚な店員たちを洗脳して僕だけの逆バニーカフェに魔改造 尾崎えりか 鈴音杏夏 花宮レイ（8月11日、ナチュラルハイ）
- 私のお気に入りのパンティを見せてあげるから、オナニーしてね♡（8月15日、KMPVR）
- これぞ8K! 最強の顔面特化が完成!! 美顏でぷるぷるクチビルのカノジョとず～～っとキスしっぱなしで瞳を見つめつづけながらスローセックス 8KVR 尾崎えりか（8月24日、KMPVR）
- ボクにホレてるっぽい溺愛メイドにエッチなご奉仕をしてもらっている最中に、ボクの事が大好きなツンデレ幼馴染と鉢合わせ!! 「先に妊娠したほうが結婚ね!」 お互いのプライドをかけた全力ご奉仕! 種付け逆3P 市井結夏 尾崎えりか（8月31日、SODクリエイト）
- 美尻3姉妹に、尻に敷かれている弟の僕。四六時中、ずっーと美尻誘惑で強制勃起させられる夢の射精無制限の尻ハーレム生活 尾崎えりか 斎藤あみり 月野かすみ（9月2日、KMPVR）
- 天井特化アングルVR ～これが僕と兄嫁の秘密 サイレントSEX～ 尾崎えりか（9月7日、KMPVR）
- 姉たちのお泊り女子会がうるさくてリビングで寝ていたら… 緩すぎる部屋着姿の姉トモ2人に始発まで犯され続けたこっそり逆3P VR 末広純 尾崎えりか（9月23日、kawaii*）
- ウーマナイザー × 感じている顔VR（9月24日、KMPVR）
- ストレス軽減 元気回復VR ボクは今日… 同棲中の彼女の一言で救われた。えりかはボクのすべてを認めてくれる全肯定彼女。 尾崎えりか（9月30日、CRYSTAL VR）
- 【8K VR】お客様に囁き密着と極上の施しで癒しの宿泊を提供する美人女将 尾崎えりか（10月12日、unfinished）
- 「先輩、いっしょにお風呂入りませんか…?」 張り付いたシャツと魅惑的な濡れ髪に惹かれ、細胞レベルで恋をした後輩とのバスタイム着衣性交 尾崎えりか（10月27日、KMPVR）
- 行ったり来たりするケツ穴見せつけ誘惑デカ尻エステ嬢 【リピート率100%】 鼻腔を刺激する超接近アナルにたまらず勃起したチ○ポをなじられシャブられ肛門モロ出し杭打ち騎乗で中出ししても終わらず何度も搾り抜かれる裏オプ精巣デトックス 尾崎えりか（10月31日、アリスJAPAN）
- 【美彩8K】彼女は禁断の果実 最高の美貌とベロテクで男をイカせる昇天全身リップヘルス 尾崎えりか（11月27日、KMPVR-bibi-）
- 普段は真面目で清楚な尾崎先生の裏の顔はボクのチ〇ポが大好きなド変態ビッチ。 尾崎えりか（12月4日、SODクリエイト）
- 【タッチ禁止! 本番NG】SSS級の美人エステ嬢が【媚薬ガンギマリで淫乱! 覚醒! 発情! 大量潮吹き＆狂い絶頂連発!】 情欲全開で肉棒求める愛液ダダ漏らしマ〇コに【口内射精・中出し3発射】お店に内緒でキメパコ中出し濃密SEX 尾崎えりか（12月7日、こあらVR）
- これぞ8K! わたしを死ぬまで愛してね。＃病み ＃闇深 メンヘラ地雷系メンブレSEX 8KVR 尾崎えりか（12月22日、KMPVR）

- 超絶美人のS級神BODYスレンダー彼女に真っ昼間から求められる濃厚SEX! 愛液ダダ漏れ早漏ま〇こをガン責めすると【潮吹き & アクメ連発!】 無我夢中で貪り合いヤリまくった【口内射精・中出し4発射・顔射】炎天下汗だくカーセックス 尾崎えりか（1月1日、こあらVR）
- 仕事のできない僕は性欲が強すぎる女上司たちから怒られ、仕事のミスを絶倫チ●ポで償ってます。 弥生みづき 尾崎えりか（1月4日、SODクリエイト）
- 女体観察VR 尾崎えりか（1月5日、KMPVR）
- 圧倒的美貌と性欲魔力に弄ばれる保護者不倫 ～ねっとりと身体を侵食し全てを奪い取る～ 尾崎えりか（1月22日、KMPVR）
- 敏腕秘書にチ○ポ管理されてみる? 甘くて激しい飴と鞭の寸止め射精スパイラル 尾崎えりか 蘭々（1月22日、KMPVR）
- クーラーが壊れた僕の部屋に泊まることになったサークルの先輩。熱帯夜で服を脱ぎだす先輩に欲情してしまい汗だくになりながら無我夢中でセックス 尾崎えりか（2月8日、SODクリエイト）
- 【8K VR】身も心もスッキリできる噂のメンズビューティーサロン 銀座店（2月22日、unfinished）
- 【8Kハーレム】おいでよパコパコ学園祭!! この学校には’裏’の出し物があった!? クラスの顔面ビジュアル最高峰の5人の制服美少女と乱痴気ヤリまくり絶頂FESTIVAL 新井リマ 尾崎えりか 斎藤あみり 百瀬あすか 蘭々（2月23日、KMPVR-彩-）
- この休日が… たまらなくエロいんだ。大学生の土日でしか味わえない1日。こんな美女とヤリまくりの生活を送れるなんて、ボクは人生勝ち組だ。尾崎えりか（2月29日、KMPVR-彩-）
- フェラチオ顔でシコシコしてね（2月29日、KMPVR）
- 優しく語りかけてくるえりかさんのお姉さん感に完堕ち… パンパン音とともに上下する美しいお尻は最高 とある日の午後… ボクは姉の友人にキスで心を奪われた 尾崎えりか（3月16日、CRYSTAL VR）
- これぞ8K! 顔面偏差値が高いキャバ嬢とアフターでホテル密会VR 尾崎えりか（3月26日、KMPVR）
- サキュバスデリヘルで本物のサキュバスが来ちゃった話 尾崎えりか（4月9日、KMPVR）
- 妊娠のため中出し屋のボクに精子だけ求めるレズカップルと孕ませ逆3P 尾崎えりか 末広純（4月18日、SODクリエイト）
- 淫乱オーラ漂う逆バニー イカサマを認めて合計10発射精するまで魅惑的なデカ尻で犯し続ける発情バニーガール 尾崎えりか（4月19日、KMPVR）
- 美しい顔立ちに似合わぬ淫らな桃尻で男を骨抜きにして沼らせる猥褻オイルエステ 尾崎えりか（4月29日、KMPVR-彩-）
- 「ご希望条件は何LDK≪ロング・ディープ・キス≫ですか?」 キス魔でビッ痴女な不動産営業レディと擬似新婚体験できる舐めちゅぱ内見デート 尾崎えりか（5月2日、SODクリエイト）
- 舐めてあげるから、たくさんオナニーして欲しいな♡（5月18日、KMPVR）
- 密着性交で不貞行為の証拠を集める妻が雇ったヤリ手の離婚弁護士 尾崎えりか（5月19日、KMPVR-彩-）
- 超ハーレム ヤリマン総合病院治療必須の僕に襲いかかる24時間たらい回しの30発射 ～夢か現実か風俗か病院かはたまた天国か～ 美園和花 尾崎えりか 有岡みう 優梨まいな（6月10日、KMPVR-彩-）
- 俺のことが好きすぎる女上司彼女とオフィスでツンデレおねだり全開完全受身の生中SEX 尾崎えりか 【8K】（6月12日、P-BOX VR）
- そんなに見つめられながら、誘惑されたら惚れちゃいます… 学園カフェで僕を魅了して、好きをぶつける濃厚ひと目惚れセックス 尾崎えりか（6月14日、KMPVR）
- 図書館に勉強しに来ている大人しそうな女子大生に強力な媚薬を差し入れて… 極限まで高まった感度に体液ダダ漏れの悶絶キメセク痴漢 尾崎えりか（6月30日、KMPVR-彩-）
- 時が止まるほど見惚れてしまう 尾崎えりか 220分OVER LUXURY BEST（7月7日、KMPVR）※単体ベスト
- モデル級美女降臨! 小悪魔な瞳で見つめられたら即イキ確定! ウブでムッツリなJKリフレ嬢と絶頂快感イチャラブ中出しSEX 尾崎えりか【8K】（7月10日、P-BOX VR）
- 「とろっとろにしてあげる…」 すんごい至近距離で淫らな言葉をささやく覚醒チャイナエステ 尾崎えりか（8月2日、KMPVR-bibi-）
- 唇と唇の不倫 昼からのホテル密会。嫁にバレないようにフェラの時もゴムを付けていたが、まるで吸い込まれそうなクチビルの魔力に、挿入前に全て無くなってしまいました。尾崎えりか（8月16日、KMPVR-彩-）
- リピート率No.1 揺れて波打つ国宝級美尻! 接吻大好き、あわあわぬるぬるデカ尻ソープ嬢 尾崎えりか（8月23日、DOC）
- このギャルの次の標的はボクです。地元で一番有名なマセJ系のTバックに為す術なく射精してしまったカースト最下位のボク。尾崎えりか（8月31日、KMPVR-彩-）
- 普段は真面目な妻ですがお酒を飲むとトロ顔で僕の汗臭い身体を求めます。 尾崎えりか（9月6日、AQUA）
- 全視野180°天井特化 ＜極＞ クラスカースト上位の超美人女子校生にお下品パンチラ誘惑で何度も焦らされおチ○ポ完全敗北させられる僕（雑魚）。尾崎えりか 宮西ひかる（9月6日、unfinished）
- 死ぬ前に私に遊ばれてみない? 突如現れたエリカ様に拘束されありがたき寸止め寵愛を受けたボク 尾崎えりか（9月18日、KMPVR-彩-）
- 美女8人のケツ穴くぱぁ～を近距離ガン見VR 4（9月18日、P-BOX VR）
- ご主人様のことが大好きすぎる美尻メイドのあまあまデカ尻ご奉仕種付けプレスで射精させられまくる日常。尾崎えりか（10月25日、DOC）
- シン・顔面特化アングルVR ～尾崎えりかが顔面至近距離でボクを射精管理する～（11月18日、KMPVR）
- 弱点のチクビを、ずっと。ゲーマーヲタに優しいギャルのネチっこい乳首責めに、レアアイテムも精子も全部奪われました。尾崎えりか（11月23日、KMPVR-彩-）
- 試し挿れVR 業界裏側!? デカチンにおま●こがびっくりしないために2人っきりで慣らしSEX! 尾崎えりか（11月25日、VRパラダイス）
- Wスーパー顔面特化アングルSpecial 8K VR ～僕のことが大好きすぎる顔面最強の連れ子姉妹と夢のハーレム性活～ 尾崎えりか 小那海あや（12月1日、KMPVR）
- 焦らされ、悶絶するボクを見下ろしながらも可愛がる! 派遣型メイドの甘美サディズムで連続射精 尾崎えりか（12月11日、KMPVR-彩-）
- 家庭訪問先で二人きり… 真面目で優秀な教え子に健気に迫られつい心を許してしまった教師失格なボク。尾崎えりか（12月25日、CRYSTAL VR）
- 顔面偏差値85の高級メンエス美女にゼロ距離で見つめられ耳フゥ耳チュパ耳コソASMRささやき淫語と耳舐めほじり騎乗位で根こそぎ搾り取られる脳トロ耳イキ体験リラクゼーションサロン 尾崎えりか（12月31日、アリスJAPAN）

- 誰からも相手にされないチー牛（僕）が催眠術を使ってクラスを乗っ取る! 馬鹿にしてきたカースト上位の女子クラスメイトと女教師の意識を操ってモテモテに! 学校で子供作り放題! 人生が一変する!! 大槻ひびき 尾崎えりか 花狩まい 胡桃さくら 海野いくら 幾野まち 加賀美まり（1月24日、KMPVR）
  - あの男の怒りが再び! 度重なるピンサロ摘発に激怒したスズタケが自分のため、いや世の中のピンサロファンのために理想のピンサロ再現VR! 大槻ひびき 尾崎えりか（4月5日、KMPVR）※上記作品の一部を単体リリースしたもの。
- これぞ8K! 唇とお尻と濡れ髪と’エロ承認欲求カノジョ’と同棲生活 尾崎えりか（1月29日、KMPVR）
- 東京都〇〇区童貞筆おろしプロジェクト 尾崎えりか（2月12日、KMPVR）
- 領域結界 完全無敵になれる世界にようこそ… イヒッ! この社員たちが今日も一日元気に肉便器業務に励んでくれるのだ… 弥生みづき 尾崎えりか 宮西ひかる（2月24日、SODクリエイト）
- 水着 × 美脚3種目 最高の水泳選手になるための最高の射精サポート 尾崎えりか（3月31日、KMPVR-彩-）
- ダブル乳首舐め手コキの天才カウントダウン射精するまで乳首もチ○ポもお留守にしないチュパシコ特化型VR + 常に左右からサンドイッチされる完全密着ハーレム添い寝アングル（3月31日、アリスJAPAN）
- 尾崎えりか「MY FAIR LADY」ファースト8K BEST 300分（4月1日、KMPVR）※単体ベスト
- W美尻J系ハーレム 仲良しP活女子たちに淫語で煽られ、尻に敷かれて朝までナマ性交!! 尾崎えりか 椿りか（5月4日、KMPVR-彩-）
- ［おっぱぶシリーズ誕生10周年記念］都内某所にあるハメ放題のセクシーラウンジで人生終了するくらい金も精子も注ぎ込み!!（5月24日、KMPVR-bibi-）
- 趣味:生徒のイキ顔観察 早漏でも遅漏でもお構い無し。補習後は必ず顔面密着手コキで生徒を食べる教師の特権 尾崎えりか（6月14日、KMPVR-彩-）
- 媚ヤクのお香 × 拘束器具 × 極上テクニックで、無様に男潮吹かれるまで止めてくれないメンズエステ 尾崎えりか（6月16日、SODクリエイト）
- むっつり文学部女子の淫語研究。純文学の卑猥な文章を教授とたどり、秘めたエロスを覚醒させる淫らな囁き。 尾崎えりか（6月30日、KMPVR-彩-）

### アダルト配信
- かなちゃん（9月13日、ねっとりフリックス）※「かな」名義
- えりにゃん（10月1日、ホームエロ〜ン）※「えりにゃん」名義
- カレン（10月20日、しろうとヤッホー）※「カレン」名義
- エリカ（10月20日、えちえち素人）※「エリカ」名義
- 【色白パイパン美女】ノリと面白さがあればちょっと変わったところでもエッチしたがりなオナニーセックスえちえちマシンガン♪♪マン汁ヨダレ汁ダラダラでイカセちゃう!! そのすけべな美貌で男に勘違いさせちゃう!? 正常位でバックで膣をしめつけ同時イキ! コスプレからの2回戦で精液搾り取られろッ!!【エロのスジガネNO.21】（10月22日、SUKEKIYO）※「えりか」名義
- りえさん（10月29日、既婚者の会@東京）※「りえ」名義
- 指が沈む超柔尻+薄ピンク乳首のエロプロポーション抜群美少女!むっつりイ●スタ女子とエッチな撮影会!ツルツルマ●コを超接写→勢いでクンニ!オモチャを挿入れると自分から腰を動かすスケベっぷり!かわいい顔してじゅぽじゅぽ音立ててご奉仕バキュームフェラ!たっぷりオイルで全身映えまくりセックスで万バズ確定♪【#イ◯スタ#P活#ビッチ】（11月4日、素人CLOVER）※「えりか」名義
- #940 Erika（11月11日、S-Cute）
- ERIKA（12月9日、素人ホイホイSH）
- E.O（12月13日、素人ホイホイLOVER）

- 【恵比寿】宮崎さん【インストラクター】（1月3日、はめちゃん。）
- 【花火帰りの浴衣美人とオモチャ乱用×お酒でトロトロSEX! 顔面特化×曲線美BODY】【ぷっくり肉厚くちびるの濃密おしゃぶり】【乳首 & クリ執拗オモチャ責め】【口も乳も膣内もザーメンまみれ! 快・楽・酒】～ヤリモクインフルエンサー #09～ エマちゃん 21歳 専門学生（1月3日、DOC）
- ERI011ちゃん（1月5日、白昼夢）
- えりか（1月13日、S-Cute）
- えりちゃん（1月19日、素人ホイホイ）
- 宮崎さん（1月24日、ダマちゃん。）
- えりか 2（1月27日、S-Cute）
- えりか様 (21) 大学生（1月27日、はめちゃん。）
- 国内線CAギャル えりか（1月27日、ギャルpay）
- 小栗えりな（2月9日、東京恋人）
- ＜過去最悪の胸糞回＞顔面優勝彼女、彼氏の金の為中出しされる。若者の街、原宿で超可愛い彼女発見! 聞くと彼はニートでヒモの様子…。モデル撮影に誘うと「彼が良いならやります」と二つ返事! 後日、AVだと伝えると彼から「金のためにやってよ」と彼女に懇願する異例の事態に。彼女は涙目で「彼氏の言う事なら」と撮影決定。人生それでいいの?w 中出しで+10万を提示すると彼は「やれ」と彼女に命令wクズすぎw嫌なのに体を震わせ感じる彼女、心身共にボロボロに。最後は… NTR.net case50 ルナさん(20)チョコレート屋の店員（2月13日、NTR.net）
- 【断れないドM美女降臨!!】 顔良し! スタイル良し! 感度も最高! 三拍子揃った最上級ドMさんを朝から晩まで追いかけ回して男根ブチ込み大性交!!! 尾崎さん / ソフトウェア販売会社 事務 / 入社2年目（2月15日、プレステージプレミアム）
- えりこちゃん（3月22日、新世代女子）
- 【オッパイもアソコも超絶きれいなイイ女! ドS変態彼氏の企てに乗ってしまい他人棒でヤられてもヨガっちゃう雌の性】 彼女を友人に寝取らせてみたら…【えりか (25) / 交際1年目】（4月3日、ドキュメントdeハメハメ）
- エリカ (ore914)（4月15日、俺の素人）
- 【麗しき初心な天使 × 悪戯射精で色狂いに躾ける快感性交】 この美貌で実は奥手なウブカワ美女登場!! 太陽光の射し込む明るい部屋で白肌が映える超美ボディ!! 恥じらいを笑顔で隠しながらも、膣奥を貫かれる度に美顔が歪む!! 怒涛に押し寄せる快楽の波でイキ乱れる、初めてのナマ中出しSEX!!【NS TOKYO FUCK 6人目 えりか】（4月26日、SUKEKIYO）
- 【ジェネリック宇垣●里】女子アナ顔のホテルラウンジスタッフを彼女としてレンタル! 口説き落として本来禁止のエロ行為までヤリまくった一部始終を完全REC!! 顔で抜けるレベルの超美顔のカノジョと生ハメSEX!! クールビューティーなイイ女にチ◯コをねじこむ興奮!! バックでヤリまくりたいスーパー桃尻を逆バニーコスで堪能する!!【掴みたい尻No.1】えりかちゃん 22歳 高級ホテルのラウンジスタッフ（5月7日、プレステージプレミアム）
- えりかさん（5月14日、俺の素人-Z-）
- きょうこ（5月20日、素人ギャラリー）
- マジ軟派、初撮。 1918  えりか 22歳 美容関係の営業  外回り中のお姉さんをナンパしてホテルへ! おっぱいを揉まれ嫌がりつつも感じてしまい… 健康的なスレンダーボディに美乳で美尻! 顔面偏差値まで高い上玉レディがされるがまま快楽に負けておサボりSEX!（5月25日、ナンパTV）
- あやか（6月5日、待ち伏せハンター）
- えりかちゃん (oreco458)（9月6日、俺の素人-Z-）
- えり (18) 軽音部 【圧倒的ビジュなロングヘアー美少女J○】【恋人気分でイチャラブデート→我慢できず車内でフェラ抜き口内射精】【制服のまま生ハメぱこぱこ☆ J○の子宮に精子注入がっつり中出し】【網タイツ×ポリス × 逆バニー姿でいっぱいご奉仕♪ 至福のコスハメで美乳にぶっかけドピュドピュ大量射精】（9月21日、しろうとまんまん）
- ラグジュTV 1719 牧野杏樹 28歳 OL兼ラウンジ嬢  『夢を叶えるための資金が必要で…』昼間はOL夜はラウンジ嬢のスレンダー美女! 一般人とのセックスでは味わえないプロとの濃密性交に没頭! 徐々に感度が増し、形のいい胸をプルンプルンと振るわせながら絶頂に至る!（10月2日、ラグジュTV）
- 陸上部マネージャーE (oremo040)（10月14日、俺の素人-Z-）
- 【パパ活】りさちゃん(23) 昼職 圧倒的透明感、色白スレンダー。生意気な塩対応パパ活女子にお金を稼ぐ厳しさを教えてやりましたw【転載禁止】（10月25日、Jackson）
- じゅんさん & えりかさん (oreco510)（11月8日、俺の素人-Z-）
- 雷011（11月20日、雷）
- O079 (oremo079)（12月4日、俺の素人-Z-）
- Oさん (spay340)（12月6日、素人ペイペイ）
- 星乃 (oreco543)（12月11日、俺の素人-Z-）

- えりか (ddh161)（1月3日、ドキュメント de ハメハメ）
- えりか (fan199)（1月7日、五反田マングース）
- ヤミヤミアルコール / 寝起きで5Lくらい潮噴く女（1月23日、ヤミヤミ）
- えりか 2 (fan204)（2月11日、五反田マングース）
- えりかちゃん (oreco626)（3月3日、俺の素人-Z-）
- 美人ママさん 9（3月29日、蜃気楼）
- えりかちゃん (oreco666)（4月6日、俺の素人-Z-）
- えりか (oremo173)（4月18日、俺の素人-Z-）
- エリカ (orena015)（4月19日、俺の素人）
- 【おじを破滅へ導くプロパパ活女子】SSR級の美少女ぴえんがやってきた!! 好きな人(ホスト)以外のチ●ポじゃ感じないとかフラグ立てまくって案の定おじチ●ポでイクイクぶっ飛びアクメキメまくりwwww【週●レ表紙レベルのエロい体】に【吸い付きヤバいアヒル口フェラ】www ハマり過ぎたら破滅へまっしぐらwww えりちゃむ（5月2日、プレステージプレミアム）
- アミ (osfs006)（5月10日、素人ギャラリー）
- ミサト (pkti019)（5月25日、素人ギャラリー）
- 【SSS級の最強の美貌】華やかな見た目とは裏腹に普段はたい焼き屋さんでバイトをしているという、ギャップ萌えSSS級美女イ●スタグラマーをSNSナンパ!! くびれたウエストから弾むデカ尻がエロすぎる!!! デカ●ンで突きまくると美貌を震わせ、小っちゃなおま●こを締め付けながら何度も何度もイキまくり!! 【イ●スタやりたガール。】 エリカ様 21歳 たい焼き屋さん（5月27日、Jackson）
- O・E (oreco720)（6月1日、俺の素人-Z-）
- えりたん (pcotta590)（6月5日、パコッター）
- エリ (omms001)（6月10日、素人ギャラリー）
- えりか (bitz007)（6月11日、ビッチーズ）
- えりたん 2（6月21日、パコッター）
- 妹Eちゃん210 (oremo210)（7月1日、俺の素人-Z-）
- えりか（7月23日、女性用風俗盗撮）
- えりか 2 (orena017)（7月29日、俺の素人）
- ERIKA (sbth013)（8月16日、素人ビリーバー）
- えりか (sika420)（9月19日、白完素人）
- Eさん (gerk609)（10月5日、ゲリラ）
- えりか 2 (sika424)（10月17日、白完素人）
- みづき & えりか (srt2004)（10月18日、しろうとがーる2）
- じゅんちゃん & えりかちゃん (ginac002)（11月12日、いんすた）
- Sarina & Erika (srt2007)（11月14日、しろうとがーる2）
- えりかちゃん (srgt065)（12月6日、しろうとガチャ）
- 高額報酬に釣られた美少女と撮影会! 絶対領域がエロいシスター衣装で拒絶却下の中出し! 【ゆら(23)】（12月27日、ドキュメントdeハメハメ Plus）

- えりか 3 (scute1486)（1月24日、S-Cute）
- りお (grsp004)（3月25日、ぎがdeれいんSP）
- えりか (oreb009)（3月26日、俺の素人-Z-）

### デジタル写真集
尾崎えりか 名義
- タカラモノ 〜記憶〜 尾崎えりか（2022年10月21日、プレステージ出版、撮影：C:TAKERU）※【グラビア写真集】と【ヌード写真集】の2種類あり。
- 絶対的スーパーナチュラルポーズブック 尾崎えりか（2022年12月23日、プレステージ出版、撮影：C:TAKERU）
- 絶対的透け透けテカテカポーズブック 尾崎えりか（2023年3月24日、プレステージ出版、撮影：C:TAKERU）
- 絶対的セクシーポーズブック 尾崎えりか（2023年7月21日、プレステージ出版、撮影：C:TAKERU）

## 出演

### テレビ
- もう!バカリズムさんの超H! #42（2023年2月27日、フジテレビONE）